# پامچال هیمالیا
پامچال هیمالیا (نام علمی: Primula sikkimensis) نام یک گونه از سرده پامچال است.